# Безуглий Сергій Олександрович
Сергій Олександрович Безуглий (нар. 7 жовтня 1984, Миколаїв) — український та азербайджанський веслувальник на каное.

## Життєпис
Срібний призер чемпіонатів світу з веслування на байдарках і каное: 2006 року (каное-двійка, 1000 м з Максимом Прокопенком), 2009 року (каное-двійка, 1000 м з Максимом Прокопенком), 2010 року (каное-двійка, 500 м з Максимом Прокопенком), 2011 року (каное-двійка, 500 м з Максимом Прокопенком), 2011 року (каное-двійка, 1000 м з Максимом Прокопенком), 2011 року (каное-одиночка, естафета 4×200 м з Максимом Прокопенком, Валентином Дем'яненком та Андрієм Крайтором). Бронзовий призер чемпіонату світу 2009 року 2011 року (каное-двійка, 500 м з Максимом Прокопенком).
Учасник Олімпійських ігор 2008 року в Пекіні, де посів (з Максимом Прокопенком) 8 місце у змаганнях на 500-метрівці каное-двійок.
Сергій Безуглий представляв Україну до 2008 року. З 2009 року разом зі своїм напарником Максимом Прокопенком виступає за Азербайджан. Причиною зміни громадянства головний тренер збірної України з веслування на байдарках і каное Ігор Нагаєв назвав фінансові мотиви.
Учасник Олімпійських ігор 2012 року в Лондоні, де посів (з Максимом Прокопенком) 4 місце у змаганнях на 1000-метрівці каное-двійок, представляючи Азербайджан.

## Виступи на Олімпіадах
| Змагання                    | Збірна      | Вагова категорія          | Місце |
| --------------------------- | ----------- | ------------------------- | ----- |
| Літні Олімпійські ігри 2008 | Україна     | каное-двійки, 500 метрів  | 8     |
| Літні Олімпійські ігри 2012 | Азербайджан | каное-двійки, 1000 метрів | 4     |